# Alcira Argumedo
Alcira Susana Argumedo (sinh ngày 7 tháng 5 năm 1940) là một nhà xã hội học người Argentina, học thuật và là thành viên của Phòng đại biểu Argentina. Cô được đề cử làm ứng cử viên cho chức Tổng thống đại diện cho Proyecto Sur cho cuộc tổng tuyển cử năm 2011.

## Tiểu sử
Argumedo được sinh ra ở Rosario vào năm 1940. Cô đăng ký học tại Đại học Buenos Aires và lấy bằng Xã hội học năm 1965. Cô đã giảng dạy tại Trường Triết học và Thư của trường cũ của mình trong khoảng thời gian từ năm 1968 đến 1974, và làm Thư ký Văn hóa của Thống đốc tỉnh Buenos Aires Oscar Bidegain trong nhiệm kỳ ngắn gọn 1973-74 của ông. Cô tiếp tục giảng dạy và viết nhiều chuyên luận về tác động của toàn cầu hóa trong Thế giới thứ ba vào đầu những năm 1970.
Cuộc đảo chính tháng 3 năm 1976 và Cuộc chiến bẩn thỉu sau đó đã buộc Argumedo rời Argentina vào năm 1978, và cô đã tìm cách lưu vong ở México. Cô làm việc tại Viện nghiên cứu xuyên quốc gia Mỹ Latinh (ILET), xuất bản nhiều bài báo cho IPECAL, và làm cố vấn cho Gabriel García Márquez và Juan Somavía trong một cuộc thảo luận về Lệnh Thông tin và Truyền thông Thế giới Mới do UNESCO tổ chức.
Cô trở về Argentina sau cuộc bầu cử năm 1983, và năm 1987, đã tiếp tục công việc của mình tại khoa của Đại học Buenos Aires và gia nhập Hội đồng Nghiên cứu Quốc gia.
Argumedo là thành viên sáng lập của một đảng chính trị trung tả, Frente Grande, vào năm 1993, cùng với Nghị sĩ Carlos Álvarez, nhà làm phim Pino Solanas, nhà hoạt động nhân quyền Graciela Fernández Meijide và những người khác không đồng ý với việc chuyển sang cánh hữu  của Tổng thống Carlos Menem.